# 聯絡事務科
聯絡事務科（英文：Liaison Bureau，縮寫：LB）前身為國際刑警科，隸屬於香港警務處刑事及保安處刑事部總部科，負責協調世界各地執法機關及各國駐香港領事館對香港警務的查詢，亦為警務處與各地執法機關及駐香港領事館在國際警察事務事宜上的聯絡渠道及統籌中心等。此外，聯絡事務科亦負責協助律政司處理海外司法及執法機關關於相互法律協助，申請拘捕令，拘捕在香港的海外逃犯及遞押移交，並且就國際刑警組織發布的紅色通告交換情報，偵緝及追捕逃犯下落。

## 組織
- 聯絡事務科：由一名高級警司出任主管，由一名警司出任副主管。其中一名科員駐守位於法國里昂的國際刑警組織常務秘書處的其中一個專家組。此外，科員當中包括兩名中國國家中心局聯絡人員。
  - 聯絡事務組（英文：Liaison Division）：由一名總督察領導。
  - 國際刑警組（英文：INTERPOL Division）：負責與中國警察接觸，並且與國際刑警中國國家中心局、廣東聯絡處、廣東省深圳及珠海聯絡分處及其他執法機關保持緊密的聯繫。國際刑警組與律政司司法互助組合作緊密，執行有關國際引渡及相互法律協助[6]的要求[7]。由一名總督察領導。

### 歷任主管
- 吳家聲
- 鄧炳強
- 郭浩輝
- 黃英偉[8]
- 丘紹箕高級警司（？至今）
- 陳民德高級警司
- 陳東高級警司
- 廖永業高級警司
- 陳樂生高級警司
- 林穎濠高級警司

## 歷史
香港回歸後，國際刑警科以中國國際刑警科的一個分支在國際刑警中代表香港警務處，國際刑警科逐更名為聯絡事務科。
因應全球湧現電腦詐騙罪行、網絡恐怖襲擊、電腦病毒及垃圾電郵氾濫等，嚴重者至足以癱瘓整個政府運作。2010年9月15日至17日，國際刑警組織透過聯絡事務科的協調，在香港警察總部首次舉辦國際刑警資訊保安會議，188個國際形警組織成員國中，大部份的執法機構代表、專家及學者均有參與，並且分享經驗，助長掌握全球資訊保安風險及解決方案。
2010年8月23日，聯絡事務科聯同其他部門專家於馬尼拉人質事件案發後翌日抵達菲律賓馬尼拉負責警務協調及協助其他部門進行相關的調查任務，並且將相關的部份證物帶回香港調查。同年9月15日至17日，國際刑警組織透過聯絡事務科在香港警察總部首次舉辦國際刑警資訊保安會議。
2012年2月29日，由聯絡事務科籌備的聯絡科服務查詢系統啟用，系統將聯絡事務科的業務程序自動化，大大地提升了聯絡事務科與其他部門的前線人員的溝通效率。報案室的值日官及督察級人員均可以透過內部終端機，直接進入系統，查詢相關的資料。此外，當中最大的功能為透過電子平台，執行下列程序，以取代以電子郵件或書信的往還；包括透過聯絡事務科向中國大陸或海外執法機構提出刑事協助調查的要求，反之亦然；以及按照相互通報機制協議，透過聯絡事務科向公安機關查詢有關香港居民被採取刑事強制措施或在大陸非正常死亡的情況，反之亦然。
2013年2月發生埃及樂蜀熱氣球事故，聯絡事務科與埃及政府聯絡及安排調查以及後續跟進事務。同年6月，聯絡事務科假香港警察總部舉辦第一屆國際刑警組織亞洲及南太平洋地區國家中心局警務發展計劃課程，逾50位名分別來自19個國家及地區的代表參與。

## 外部連結
- 聯絡事務科新辦事處啟用  肩負使命向前邁進 （页面存档备份，存于）
- 聯絡事務科人員赴南韓受訓 （页面存档备份，存于）
- 聯絡事務科實習工作 三位大學生成果豐碩 （页面存档备份，存于）
- 聯絡事務科「加強內地認知策略」 （页面存档备份，存于）
- 聯絡事務科與國際學校合作推行禁毒教育 （页面存档备份，存于）
- 人員出訪馬來西亞、泰國 加強夥伴合作關係 （页面存档备份，存于）
- 聯絡事務科推出 「認識內地警政」學習套件 （页面存档备份，存于）